# Терме (ткань)

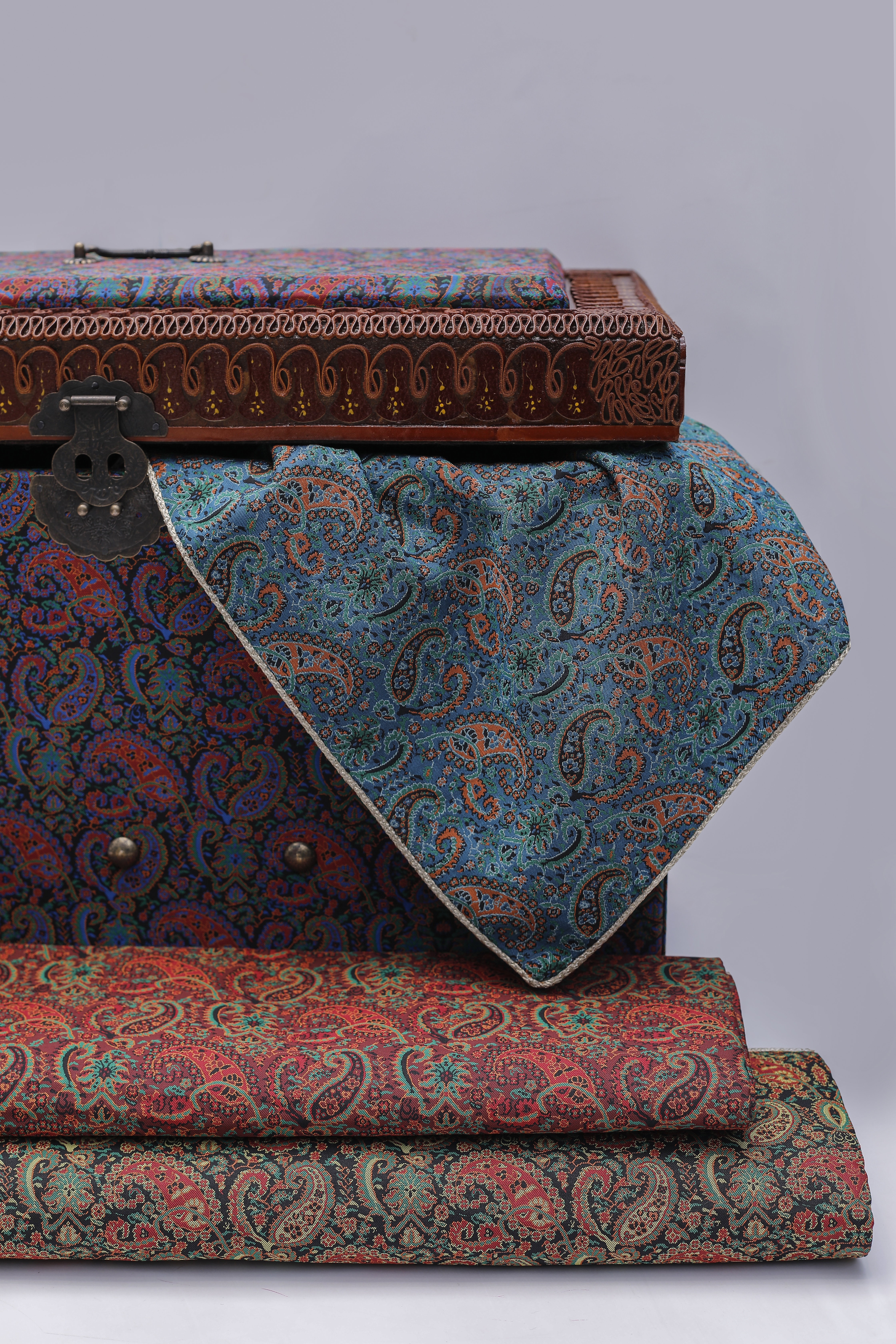
Несколько образцов терме с узором пейсли

Терме — вид ценной традиционной ткани, часто изготавливаемой из шёлка, кашемира или шерсти, с замысловатыми традиционными узорами. Эта ткань производится в Иране и Кашмире и пользуется большой популярностью благодаря своим тонким и сложным узорам.
Точное происхождение терме неизвестно, и исследователи расходятся во мнениях относительно того, где эту ткань впервые начали производить — в Иране или в Кашмире. В целом иранские узоры (например, пейсли) были завезены в Индию в эпоху Сефевидов и оказали значительное влияние на дизайн кашмирских шалей.
В Иране производство терме первоначально началось в Кермане и позднее достигло пика в Йезде. В прошлом такие ткани использовались зороастрийцами Йезда для изготовления свадебных нарядов и другой традиционной одежды. С начала XIX века такие проблемы, как высокие налоги и нехватка сырья, привели к спаду производства терме. Однако в эпоху Каджаров эта ткань оставалась ценным и престижным товаром.
Старинные терме часто изготавливались из шерсти, пряденой вручную, и окрашивались натуральными красителями. Эти ткани были относительно толстыми, так как при их плетении использовалось много нитей. Каждый кусок терме был соткан из узких секций, а затем тщательно сшит вместе опытными мастерами, чтобы создать впечатление бесшовного изделия.
К известным узорам терме относятся узоры «пейсли» и «цветок шаха аббаси». Каждый дизайн имел определённое значение и играл важную роль в иранской культуре и искусстве. В эпоху Каджаров ткань терме использовалась в одежде королей и придворных, её даже дарили иностранным правителям. Кроме того, эта ткань использовалась для изготовления шляп, плащей, халатов и женских платьев.
С появлением жаккардовых ткацких станков в 1970-х годах традиционное производство терме постепенно пришло в упадок и было заменено машинным производством. Сегодня терме машинного производства в основном производятся в Йезде и используются в качестве тонкой ткани для различных изделий, таких как занавески, молитвенные коврики и шарфы. Даже сейчас эта ткань занимает особое место в значимых мероприятиях, включая свадьбы и похороны, и считается важной частью культурного наследия Ирана.